# Pont de Roma
|  | Per a altres significats, vegeu «El Pont de Roma». |

El Pont de Roma és un pont al terme municipal de Borredà (Berguedà) sobre la Riera de Merlès, inclòs en l'Inventari del Patrimoni Arquitectònic de Catalunya. No es coneix quan es va construir el Pont de Roma ni qui el va fer construir, però per la seva estructura arquitectònica sembla una obra medieval refeta en època moderna. Com tots els ponts, salvava el pas en un punt estratègic, en aquest cas permetia creuar la Riera de Merlès en un punt en què la travessa a partir d'un gual era poc segura. El pont facilitava el trànsit pel camí que resseguia la riera de Merlès de nord a sud.
Ampli pont sobre la Riera de Merlès, prop de la casa. L'accés es fa des de la carretera de Borredà a Alpens, a la pista dreta fins que s'encalça la riera. Té dos ulls de grans dimensions i un tercer, més petit; enmig dels majors trobem un contrafort que ajuda al pilar que suporta els arcs. El parament és de carreus de pedra regulars, actualment sense barana. El context més proper queda molt malmès per unes construccions agràries, recents, descurades, instal·lades a tocar de la casa i del pont, entre ambdós elements.
Actualment té el paviment encimentat, la qual cosa permet el pas d'automòbils i al mateix temps fa de solera i reforç a l'estructura del pont que presenta signes de deteriorament.